# Georges Lemoine (médecin)
Pour les articles homonymes, voir Georges Lemoine et Lemoine.
Georges Lemoine, né à Tulle  le 15 janvier 1859 et mort à Decize en octobre 1940, est un professeur de médecine lillois,

## Biographie
Il commence sa formation à l'École de médecine de Rouen. Il obtient une bourse devenir interne à la Faculté de médecine de Lyon. En 1884 il passe sa thèse sur " l'histologie du tissu conjonctif et l'anatomie générale du cordon ombilical ".  Il est classé major de l'agrégation. Il choisit le poste de pathologie Interne de la faculté de Lille.
En 1886, il est chargé du cours de thérapeutique et matière médicale et médecin de l'asile d'Armentières (1886-87) puis de Bailleul (1888). En 1889, Georges Lemoine est nommé professeur de thérapeutique et en 1890 professeur de clinique médicale  à l'Hôpital de la Charité à la suite du décès du titulaire, le professeur Louis Hallez. Lors du départ en retraite d’Émile Wannebroucq (d), il obtient la Clinique Médicale de l'Hôpital Saint-Sauveur qu'il occupera de 1896 à sa retraite en 1928.
Il rédige de très nombreuses publications médicales, en particulier sur l'épilepsie, la tuberculose et la grippe. Dans le premier quart du vingtième siècle, il est un médecin réputé et un enseignant très écouté, rédacteur de plusieurs ouvrages de références. Après la première guerre mondiale, il réorganise la clinique médicale Saint-Sauveur avec les docteurs Jean Minet, René Legrand, Edmond Doumer (d) et Charles Auguste (d).  
Chevalier de la légion d'honneur en 1921, il part en retraite en 1928, son successeur est le professeur Georges Carrière (d).

## Publications majeures
- 1884 Anatomie générale du cordon ombilical, Lyon : impr. de J. Gallet,  thèse de médecine, 96 pages[4]
- 1888 Note sur la pathogénie de l'épilepsie, Paris : A. Delahaye et E. Lecrosnier, 12 pages, "Progrès médical"[5]
- 1896 Manuel de thérapeutique clinique,  2e édition, Paris : Vigot frères, 1896, 488 pages[6]
- 1905-1921 Formulaire et consultations médicales, Paris : E. Vigot frères, (10 éditions) avec Ernest Gérard puis Emmanuel Doumer (d) et Julien Vanverts en 1909[7]
- 1909 Nouvelles recherches sur le traitement de la tuberculose par la paratoxine, basée sur l'action antitoxique du foie, Paris : Vigot frères, 62  pages, avec Ernest Gérard[8]
- 1911 Les interventions médicales d'urgence,  Paris : Vigot frères, 369 pages[9]
- 1926 Manuel de thérapeutique clinique, Paris : Vigot frères, 848 pages, avec Jean Minet[10]